# WWE 4-Way Finale
4-Way (ou Fatal 4-Way aux États-Unis ainsi que dans le reste du monde) est un pay-per-view de catch organisé par la fédération World Wrestling Entertainment. Il s'est déroulé le 20 juin 2010 au Nassau Veterans Memorial Coliseum, dans la ville d'Uniondale. C'était le premier PPV de l'histoire à porter ce nom, succédant ainsi à Extreme Rules qui était décalé en avril. Randy Orton est la vedette de l'affiche officielle.
Le nom original a été changé en France, le terme « Fatal » pouvant prêter à confusion. Sept matchs ont eu lieu lors de l'évènement, dont trois, conformément au nom et au thème du show, étaient des Fatal Four Way matchs.

## Contexte
Les spectacles de la World Wrestling Entertainment en paiement à la séance sont constitués de matchs aux résultats prédéterminés par les scénaristes de la WWE, justifiés par des rivalités ou des qualifications survenues dans les émissions de la WWE telles que Raw, SmackDown et Superstars. Les scénarios présentés ici sont la version des faits telle qu'elle est présentée lors des émissions télévisées. Elle respectent donc le Kayfabe de la WWE.

### John Cena contre Sheamus contre Edge contre Randy Orton
Le premier match de la carte annoncée par la WWE, lors du WWE Raw du 23 mai 2010, est le Fatal Four Way match pour le Championnat de la WWE détenu par John Cena (qui de ce fait est inclus d'office dans le match).
Sheamus est le premier à se qualifier en battant Mark Henry, et Edge devient le second en battant Chris Jericho et John Cena (si Cena gagne, Edge et Jericho ne sont pas qualifiés). Le troisième match de qualification (organisé par le nouveau General Manager de RAW, Bret Hart) devait opposer Randy Orton à Batista, mais ce dernier refuse de combattre pour cause de blessure (scénaristique). Orton se qualifie donc par forfait.

### Jack Swagger contre Big Show contre CM Punk contre Rey Mysterio
Lors du Smackdown! du 28 mai, la WWE annonce un second Fatal Four Way, qui aurait pour enjeu Championnat du Monde poids-lourds. Le champion en titre Jack Swagger fut qualifié d'office, du même que le Big Show du fait que lors du PPV précédent, Over the Limit, il avait gagné son match pour le titre par disqualification (il avait donc remporté le match, mais pas le titre).
Deux matches ont lieu la même soirée pour déterminer les deux autres participants : CM Punk se qualifie en battant Kane et The Undertaker se qualifie à son tour en battant Rey Mysterio lors du main-event de la soirée. Cependant, durant ce match de qualification, l'Undertaker se blesse (réellement) : il se fracture le nez et l'orbite et subit une commotion cérébrale,, et doit en conséquence être retiré du match auquel son état de santé ne lui permettait pas de participer. Une bataille royale est organisée pour déterminer son remplaçant : les participants sont les membres masculins du roster Smackdown! non qualifiés, soit Caylen Croft, Curt Hawkins, Chavo Guerrero, Chris Masters, Drew McIntyre, Dolph Ziggler, Finlay, JTG, Kane, Kofi Kingston, Luke Gallows, Rey Mysterio, Trent Barreta et Vance Archer. Ce fut Mysterio qui l'emporte, et qui devient donc le dernier qualifié.

### Eve Torres contre Maryse contre Gail Kim contre Alicia Fox
Lors du WWE Raw du 14 juin 2010, Michael Cole annonce que Eve Torres défendra son titre des Divas à Fatal 4-Way lors d'un match éponyme contre Maryse, Gail Kim et Alicia Fox.

### The Miz contre R-Truth
Le 24 mai 2010, le Champion des États-Unis, Bret Hart, annonce qu'il laisse le titre vacant pour prendre la place de General Manager (dirigeant scénaristique) de WWE Raw. C'est R-Truth qui remporte le titre en battant The Miz, avant de le perdre le 14 juin lors d'un Fatal Four Way match qui inclut également John Morrison et Zack Ryder. Michael Cole annonce plus tard qu'un match revanche pour le titre aura lieu à Fatal 4-Way

### Kofi Kingston contre Drew McIntyre
Lors du Smackdown du 15 juin 2010 (diffusé le 18 juin), le champion intercontinental Kofi Kingston annonce qu'il défendra son titre à Fatal 4-Way contre l'ancien champion, Drew McIntyre, qu'il avait battu à Over the Limit pour remporter le titre.

## Résultats
| #                                                                | Match | Stipulation                                                    | Durées |
| ---------------------------------------------------------------- | --- | -------------------------------------------------------------- | ------ |
| Dark                                                             | Zack Ryder bat MVP                                                                                       | Match simple                                                   | 4:54   |
| 1                                                                | Kofi Kingston (c) bat Drew McIntyre                                                                      | Match simple pour le Championnat Intercontinental              | 16:29  |
| 2                                                                | Alicia Fox bat Eve (c), Maryse et Gail Kim                                                               | Fatal Four Way match pour le Championnat des Divas             | 5:42   |
| 3                                                                | Evan Bourne bat Chris Jericho                                                                            | Match simple                                                   | 12:04  |
| 4                                                                | Rey Mysterio bat Jack Swagger (c), CM Punk et The Big Show                                               | Fatal Four Way match pour le Championnat du Monde poids-lourds | 10:28  |
| 5                                                                | The Miz (c) bat R-Truth                                                                                  | Match simple pour le Championnat des États-Unis                | 13:23  |
| 6                                                                | The Hart Dynasty (Tyson Kidd, David Hart Smith et Natalya) battent The Usos (Jimmy et Jey Uso et Tamina) | Six-Person Mixed tag team match                                | 9:29   |
| 7                                                                | Sheamus bat John Cena (c), Randy Orton et Edge                                                           | Fatal Four Way match pour le Championnat de la WWE             | 17:25  |
| (c) désigne le(s) champion(s) défendant son titre dans le match. | |                                                                |        |

## Déroulement

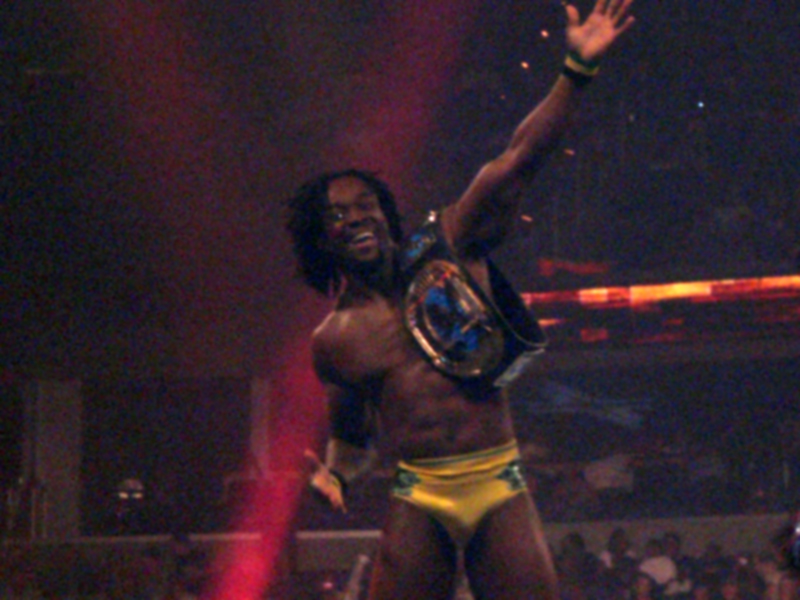
Le ghanéen Kofi Kingston (en 2008 sur la photo) a défendu avec succès son titre intercontinental contre l'écossais Drew McIntyre.

### Matchs préliminaires
À la suite du dark match durant lequel Zack Ryder a battu MVP, le premier match télédiffusé de la soirée était le match simple pour le titre intercontinental entre le champion Kofi Kingston et le challenger Drew McIntyre. Theodore Long, le General Manager (ou dirigeant scénaristique) de Smackdown, était assis sur une chaise à côté de la table des commentateurs américains. Le match dura plus d'un quart d'heure : McIntyre notamment se dégagea d'un tombé après un SOS, et contra une attaque de Kingston dans le coin, les jambes par-dessus les cordes, pour la transformer en Powerbomb.
Finalement McIntyre en contrant une nouvelle fois Kingston envoya les jambes de ce dernier sur l'arbitre, ce qui l'assomma, et effectua ensuite sur son adversaire sa prise de finition, le Future Shock. L'arbitre ne pouvant officialiser le tombé, McIntyre amena Long sur le ring, le força à enfiler le haut de l'arbitre (ce qui en faisait donc un arbitre officiel) et lui ordonna de compter le tombé, ce que Long refusa. Matt Hardy fit alors irruption sur le ring, et porta un Twist of Fate à McIntyre, sur qui Kingston effectua presque aussitôt un Trouble in Paradise avant d'effectuer avec succès le tombé (que Long compta). Juste après, la Hart Dynasty apparaissait en coulisse et annonçait qu'elle souhaitait battre les Usos le soir même.

Le match suivant était le premier Fatal Four Way match, et l'unique match féminin de la soirée. Il avait pour enjeu le titre des Divas, et opposait la championne Eve aux trois prétendantes Maryse, Gail Kim et Alicia Fox. Durant le match, Kim effectua sans succès sur Fox l'une de ses prises de finition, une prise de soumission appelée Christo, Maryse effectua un French TKO, l'une de ses propres prises de finition, sans parvenir à effectuer le tombé, et Fox contra un Hurricanrana à l'extérieur du ring pour faire s'écraser la mâchoire de Kim sur le bord du ring. À la fin du match, alors qu'Eve venait d'effectuer une Swinging Neckbreaker puis un Moonsault sur Maryse, Fox l'envoya hors du ring et effectua le tombé sur Maryse pour devenir la première afro-américaine à remporter le titre.

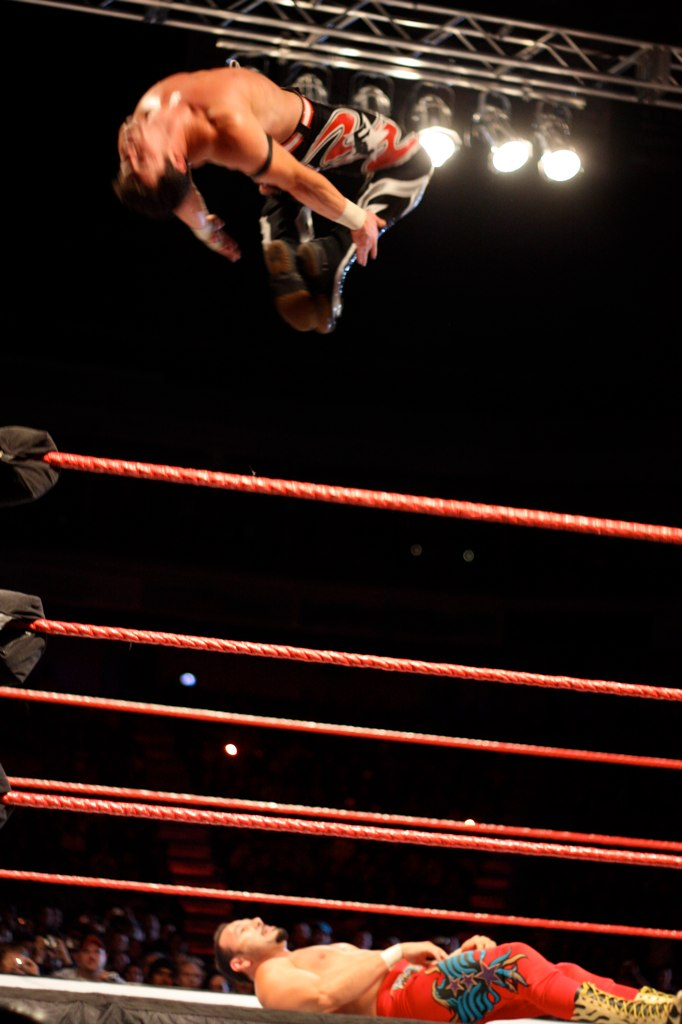
Evan Bourne, jamais titré à la WWE, a battu lors de 4-Way Finale le multiple champion du monde Chris Jericho avec sa prise de finition, le Airbourne (ici effectué sur Chavo Guerrero, en 2009).

Le troisième match de la soirée, non prévu à l'origine, opposait Chris Jericho à Evan Bourne. Durant ce match qui dura plus d'une douzaine de minutes et où les adversaires furent tous deux acclamés, Bourne réussit à se dégager de deux des prises de finition de Jericho, d'abord d'un Walls of Jericho (en atteignant les cordes), et ensuite d'une variante à un seul genou du Codebraker (en positionnant son pied sur une corde). Jericho, quant à lui, résista à un Walls of Jericho transformé par en Tornado DDT et contra au total trois tentatives de Bourne d'effectuer sa prise de finition, le Air Bourne. Bourne remporta finalement le match en effectuant avec succès un Air Bourne sur le dos de Jericho, parvenant ensuite à effectuer un tombé sur le sextuple champion du monde.

### Main-events
Le second Fatal 4-Way match et premier main-event de la soirée était celui pour le Championnat poids-lourds qui opposait le champion en titre Jack Swagger à The Big Show, Rey Mysterio et CM Punk. Parmi les faits notables du match, Swagger porta une German suplex à Punk qui lui-même en porta une simultanément à Mysterio, et le Big Show à plusieurs reprises domina tous ses adversaires présents sur le ring. Peu avant la fin du match, Kane fit son entrée en transportant un cercueil. Il parvint à y placer Punk avec un Chokeslam, mais Luke Gallows (allié de Punk) l'empêcha de refermer le cercueil et emmena Punk avec lui loin du ring, poursuivi par Kane. Juste après, Mysterio porta à Swagger sa prise de finition, le 619, suivi d'un Springboard Splash avant d'effectuer le tombé et de redevenir champion du monde, plus de quatre ans après son dernier règne.
Après une interview en coulisses de John Cena eut lieu le match simple pour le titres des États-Unis, entre R-Truth et le champion The Miz. Ce dernier fit sa propre version de l'entrée de R-Truth, parodiant son rap et remplaçant le "What's Up ?" par "The Miz", et fut acclamé pendant le match bien qu'il soit "méchant" par le public qui criait "Miz is awesome" (en référence à sa catchphrase "I'm the Miz and I'm awesome !"). Le Miz parvint lors du match à résister au Truth Axe que son adversaire lui avait porté alors qu'il était coincé dans les cordes, et au terme d'une succession de tombés variés) sans succès, contra un Sunset flip de Truth pour réussir avec succès le tombé et conserver son titre. Après le match fut diffusé l'interview en coulisses de Edge, qui déclara qu'il allait gagner son match.

Le sixième match de la soirée était, comme celui entre Bourne et Jericho, non prévu à l'origine. C'était un Six-Person Mixed tag team match qui voyait s'opposer la The Hart Dynasty, composée des Champions par équipe Unifiés DH Smith et Tyson Kidd et de Natalya, aux Usos composés des deux frères Jimmy et Jey Uso et de Tamina. Ce match, avec deux hommes et une femme dans chaque équipe, n'avait pas pour enjeu les ceintures du fait de la présence de Natalya et de Tamina, qui entamèrent le match. Parmi les faits notables de la confrontation, Kidd tenta d'effectuer un Tornado DDT en plein vol à l'extérieur du ring mais la personne qu'il visait, Jimmy Uso, contra la prise pour la transformer en Samoan drop contre la barrière de sécurité, et Natalya effectua un Michinoku Driver sur Tamina. Natalya donna la victoire à son équipe avec une corde à linge, après avoir esquivé un Diving Splash de Tamina (en hommage à son père Jimmy Snuka).

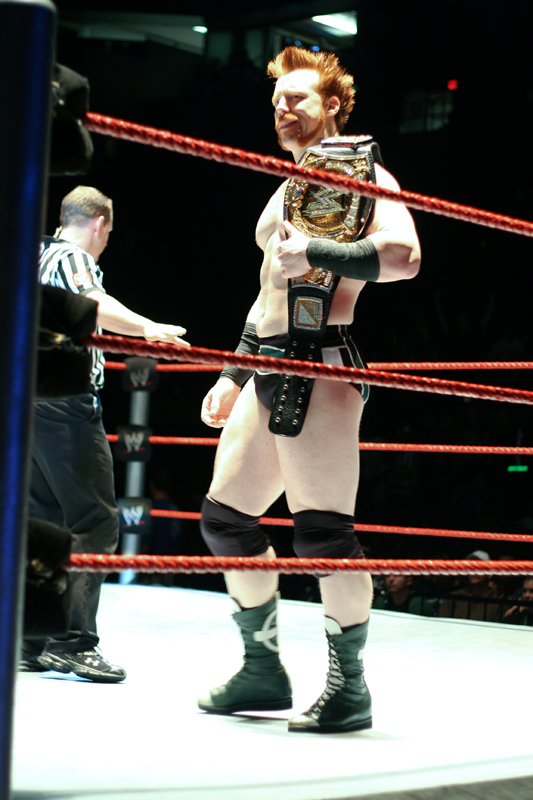
Sheamus (ici lors de son premier règne) a remporté pour la seconde fois le Championnat de la WWE lors de 4-Way Finale.

Le main-event de la soirée était un troisième Fatal 4-Way match, qui avait pour enjeu le Championnat de la WWE et voyait s'opposer Edge, Sheamus, Randy Orton et le champion John Cena. Ce dernier, bien que "gentil", fut autant acclamé que hué (les chants "Let's go Cena" pour le soutenir et "Cena sucks" pour le dévaloriser se succédèrent tout au long du match). Après que chacun des adversaires ont tenté sans succès d'effectuer leurs prises de finition, Cena parvint à faire son STF sur Edge mais ne put faire abandonner à cause de l'intervention de Sheamus. Finalement, alors que les quatre adversaires sont au sol, la caméra montre Evan Bourne, R-Truth, Tyson Kidd et DH Smith qui, alors qu'ils sont en train de regarder le match sur un écran, sont attaqués par tous les participants de la saison 1 de NXT (hormis Daniel Bryan, licencié par la WWE le 11 juin) avant que ces derniers envahissent l'aire de combat pour attaquer les quatre participants, et plus particulièrement Cena (les commentateurs américains ne commentaient plus la match, ayant préféré quitté la salle plutôt que de risquer d'être attaqués par la NXT comme ils l'avaient été le 7 juin précédent). Finalement, alors que les anciens de la NXT étaient en train d'attaquer tous ensemble Edge à l'extérieur du ring, Sheamus en profita pour effectuer le tombé sur Cena avant qu'ils puissent intervenir, remportant le match et le titre avant de s'enfuir, poursuivi par la NXT et laissant ses trois anciens adversaires à terre, incapables de se relever.

## Réception
Le pay-per-view a globalement reçu de très bonnes critiques de la part des médias. La section catch du site canadien Canoë a donné au show la note globale de 8/10, la meilleure note jusqu'ici pour un PPV de la WWE en 2010 (seul Extreme Rules avait égalé ce résultat). Il définit le match Kingston/McIntyre comme « un match vraiment fort pour commencer le show », tandis que le match féminin est considéré comme « meilleur que beaucoup des récents matchs des divas de la WWE ».
Le journal britannique The Sun définit 4-Way Finale comme un pay-per-view avec « beaucoup de bons matchs ». Le journaliste qui a rédigé l'article définit le match Kingston/McIntyre comme un match qui « fait commencer le show sur une très bonne note et qui reste mon match préféré de la soirée », et déclare pour celui opposant Bourne à Jericho : « un match qui n'avait pas été prévu devient l'un des meilleurs de la soirée ». Il dit également pour l'affrontement mixte que « le match était bon, mais que la foule n'était pas là ».
Le journaliste déclare cependant qu'il désapprouve le choix de faire redevenir champions du monde Mysterio et Sheamus (mais note cependant comme point positif que ces résultats étaient difficilement prévisibles), et s'interroge sur le résultat du match pour le titre des États-Unis qui pourrait selon lui « signifier que le push de R-Truth est déjà terminé ».